# 歐洲俄羅斯

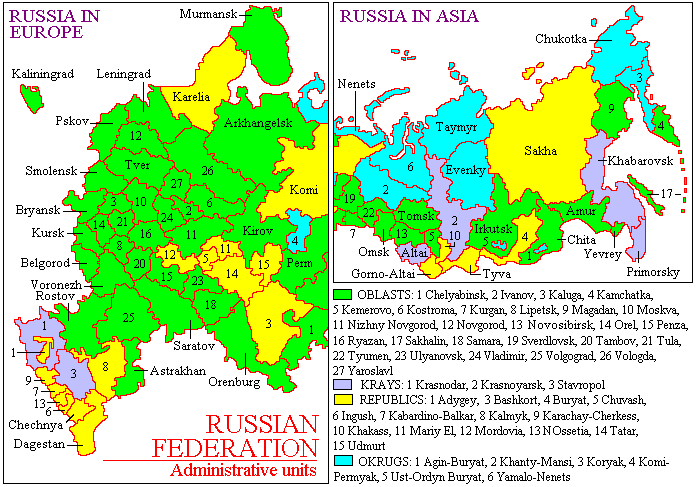
俄羅斯在歐洲和亞洲的地區

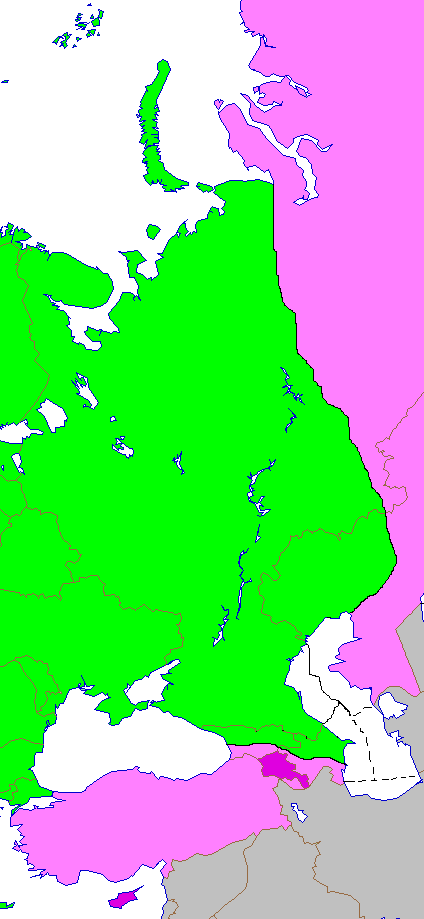
歐洲
亞洲
亞美尼亞和賽普勒斯地理上完全位於亞洲，但由於文化和歷史原因被視為歐洲的國家。

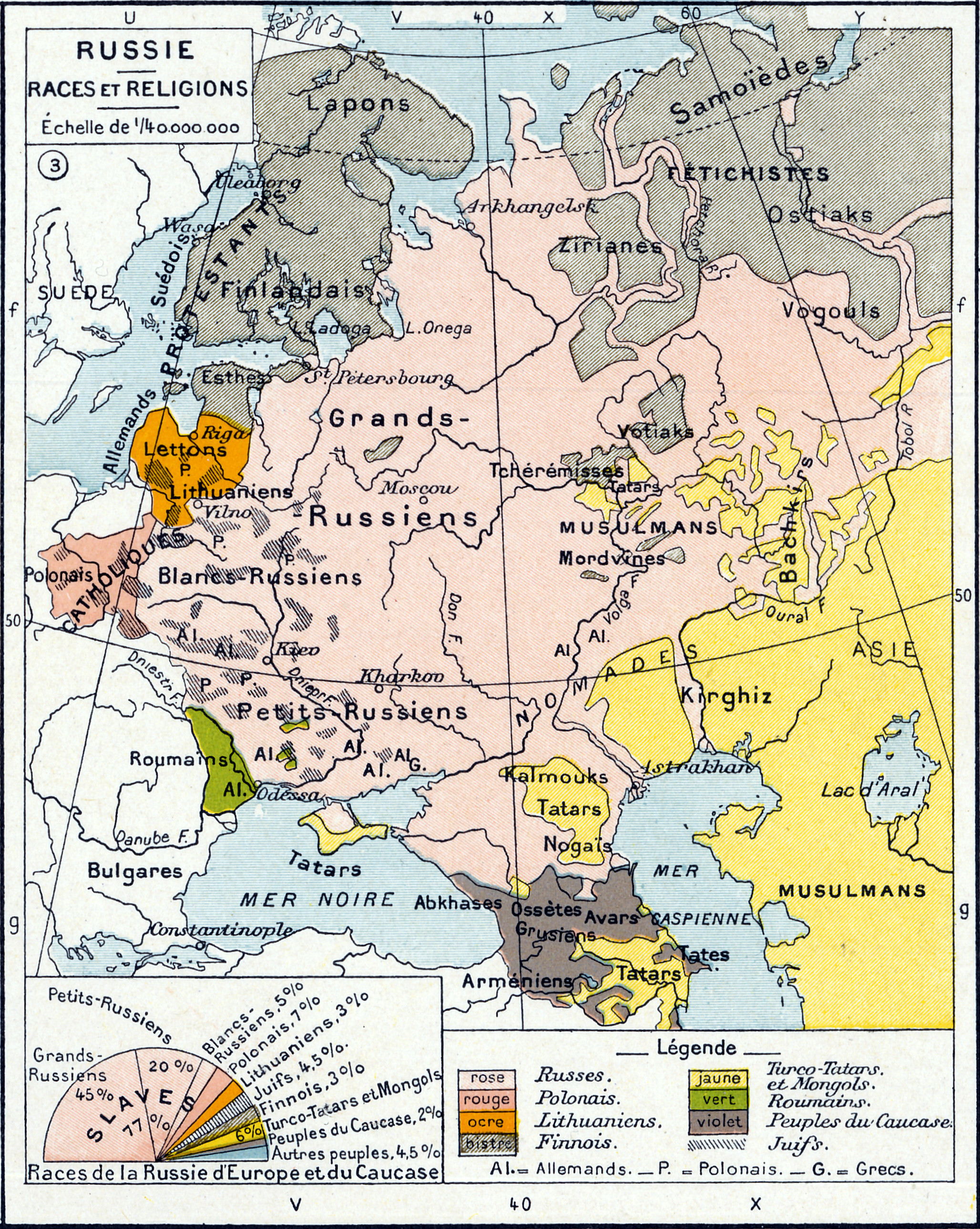
第一次世界大戰爆發前俄羅斯帝國的種族分佈

俄羅斯在歐洲的地區

歐洲俄羅斯（俄语：Европейская часть России），簡稱歐俄，是指俄羅斯位於歐洲的部分，為俄羅斯在歷史與文化上主要的組成區塊。面積約396萬平方公里，佔俄羅斯領土面積的25%、以及歐洲總面積的40%。東面以烏拉山脈為界線，南面則以俄羅斯—哈薩克、俄羅斯—喬治亞、亞塞拜然邊境為限，重要城市有莫斯科和聖彼得堡。這個地區人口1.1億，佔俄羅斯78%人口，人口密度每平方公里27人。與歐俄類似的地理概念還有「中央俄羅斯」或「中俄羅斯」，該詞用來稱呼北高加索以外的歐俄區域。另外，俄羅斯的東部是北亞的一部分，被稱為亞洲俄羅斯，也被稱為北亞或西伯利亞。歐洲也是歐亞大陸的次大陸，使整個俄羅斯成為歐亞大陸的一部分。

## 地理

### 地形和气候
俄罗斯的欧洲部分的地形主要以平原为主，属于东欧平原的一部分。山地集中于东部（乌拉尔山脉）和南部（大高加索山脉）。
这一地区气候多样，北部沿海是极地苔原气候，中部是亚寒带大陆性气候，中南部是温带大陆性气候，摩尔曼斯克和圣彼得堡所在的西北部是温带海洋性气候，南部是温带草原气候。
降水量由西北向东南方向递减，平均气温和日照时长由南方向北方递减。北部位于北极圈以北的地区有极昼和极夜现象。
由于北大西洋暖流的影响，俄罗斯西北部的摩尔曼斯克虽然位于北极圈内，但却是一个终年不冻港。而且北大西洋暖流也影响到俄罗斯欧洲部分的中北部，使其冬季气温远比同纬度的西伯利亚要高很多。另一个主要的北冰洋沿岸城市是阿尔汉格尔斯克，虽有季节性封冻但仍旧有很长的通航期。
该地区最大的岛屿是新地岛，该岛完全被永久冻土覆盖，岛屿北部有冰川。

### 地理景观
欧洲俄罗斯的地理景观主要分为如下几个区域：
- 北方沿海（阿尔汉格尔斯克）：极地苔原以及冻土沼泽
- 中北部（圣彼得堡）：极地苔原和亚寒带针叶林
- 中部（莫斯科）：亚寒带针叶林和农业种植区
- 中南部（顿河畔罗斯托夫和伏尔加格勒）：干旱草原以及农业种植和畜牧区
- 南部（索契）：温带阔叶林

这一地区有几条主要河流，包括欧洲最长河流伏尔加河、顿河，这一地区最大的湖泊是里海（但不完全属于俄罗斯），其次是拉多加湖，第三大湖是奥涅加湖。

## 经济
该地区的经济中心是莫斯科，同时也是俄罗斯全国的经济中心和欧洲最大城市。次级经济中心包括圣彼得堡和顿河畔罗斯托夫。俄罗斯欧洲部分的经济以工业为主，包括军工、金属冶炼、造纸、车辆制造、机械设备制造等。